# Джамаат
Джамаа́т (араб. جماعة‎ «общество, коллектив, община») — объединение группы мусульман с целью совместного изучения ислама, совершения религиозных обрядов, взаимопомощи, регулярного общения между собой и т. д.
Джамаат может объединять различное количество верующих, посещающих одну и ту же мечеть. Объединение может создаваться как по территориальному принципу, так и основываясь на особенностях толкования религиозных догм представителями различных направлений ислама.
Руководит джамаатом имам (знаток обрядовой стороны ислама). Имам может иметь одного или нескольких помощников в зависимости от количества верующих в общине. При отсутствии мечети члены джамаата могут собираться для отправления мусульманских обрядов в любом чистом помещении.
Термином джамаат также могут обозначаться имамы и учёные-муджтахиды, о чём говорят исламские богословы и в частности имам Тирмизи, который сказал: «Толкование слова община (Джамаат) у учёных, это факихи, учёные, мухаддисы».

## Джамааты в СНГ
В 1990—2000-е годы первоначально в Чечне, а затем на территории всего Северного Кавказа и Поволжья джамаатами стали называть исламистские территориально-этнические объединения (группы, отряды), создававшиеся для ведения подпольной вооружённой террористической деятельности. Северокавказские джамааты входят в террористическую организацию Кавказский эмират (Имарат Кавказ).
Кроме этого, в мусульманских странах слово джамаат может употребляться в значении коллектив без религиозной окраски, например, трудовой коллектив какого-нибудь вполне светского учреждения.